# Бареталь
Бареталь (нім. Bahretal) — громада в Німеччині, розташована в землі Саксонія. Входить до складу району Саксонська Швейцарія — Східні Рудні Гори. Складова частина об'єднання громад Бад-Готтлойба-Берггісгюбель.
Площа — 36,47 км2. Населення становить 2147 ос. (станом на 31 грудня 2020).

## Галерея

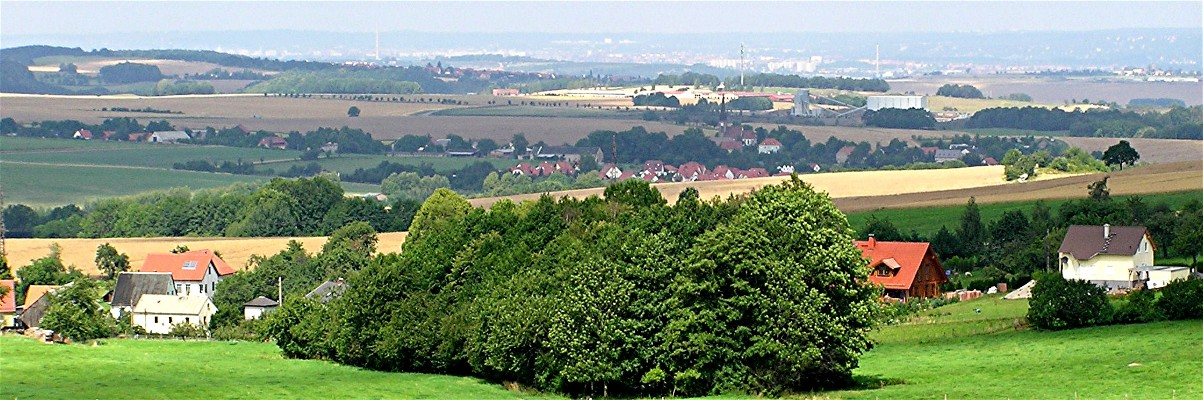
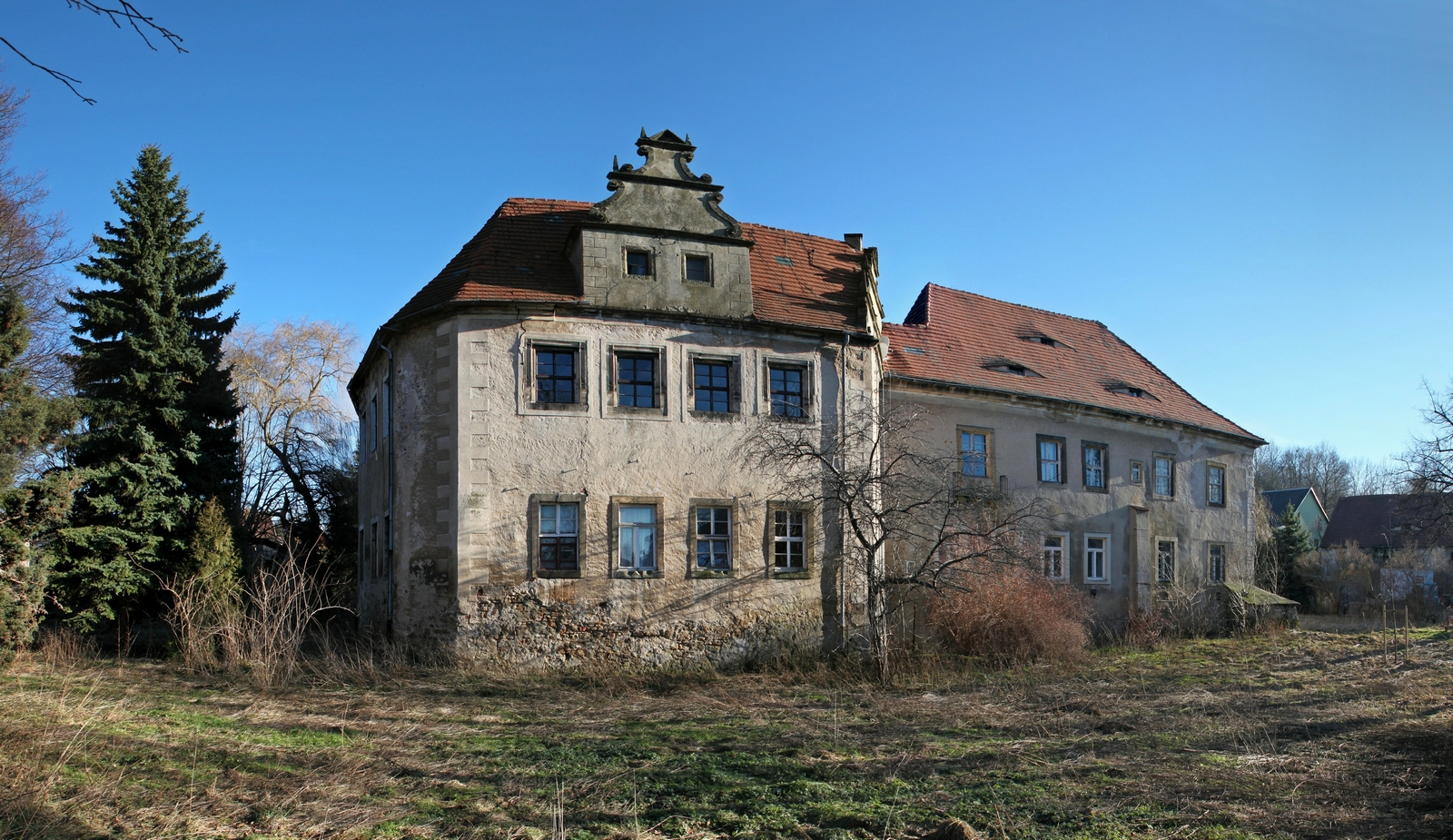
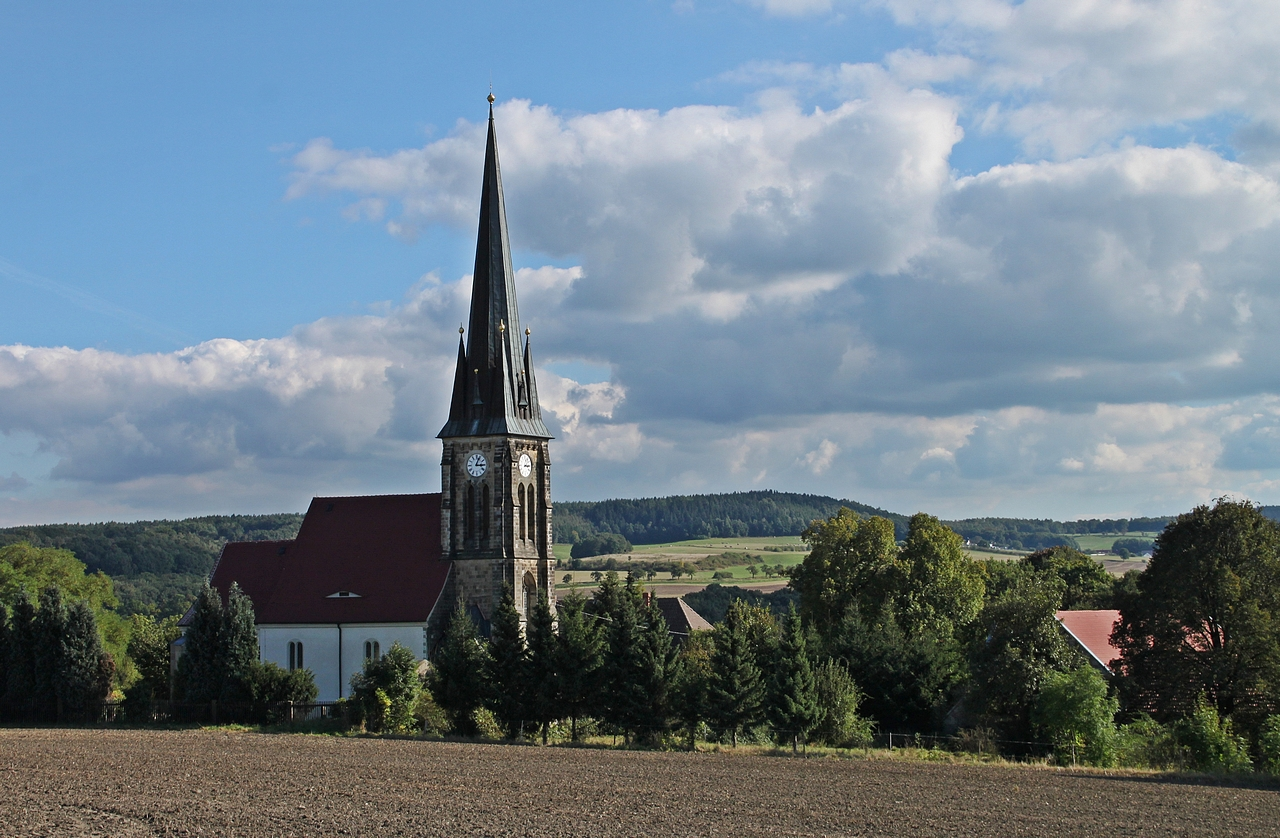
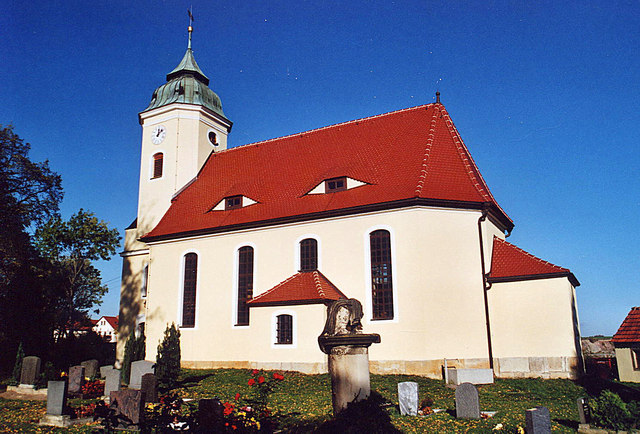
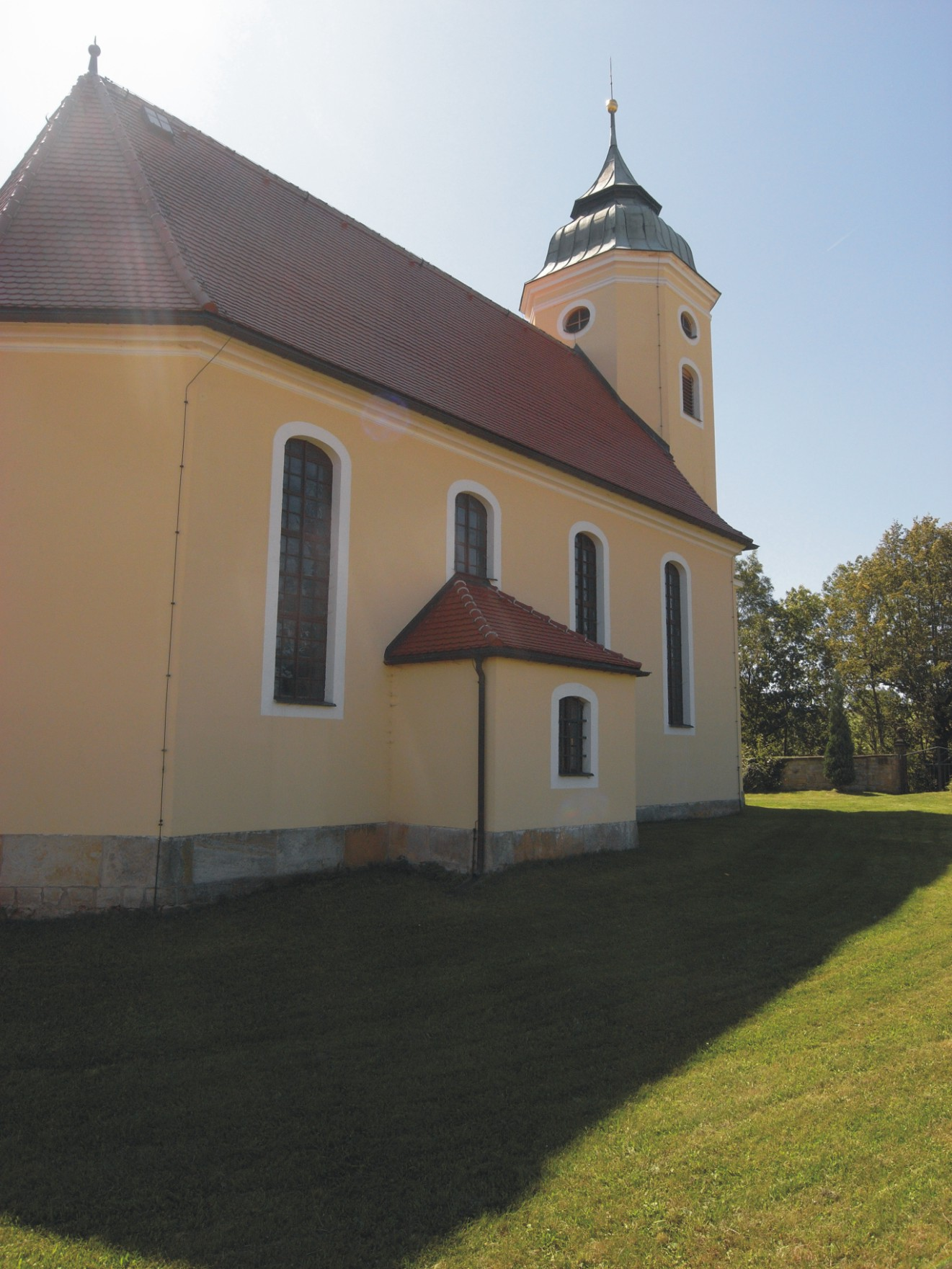
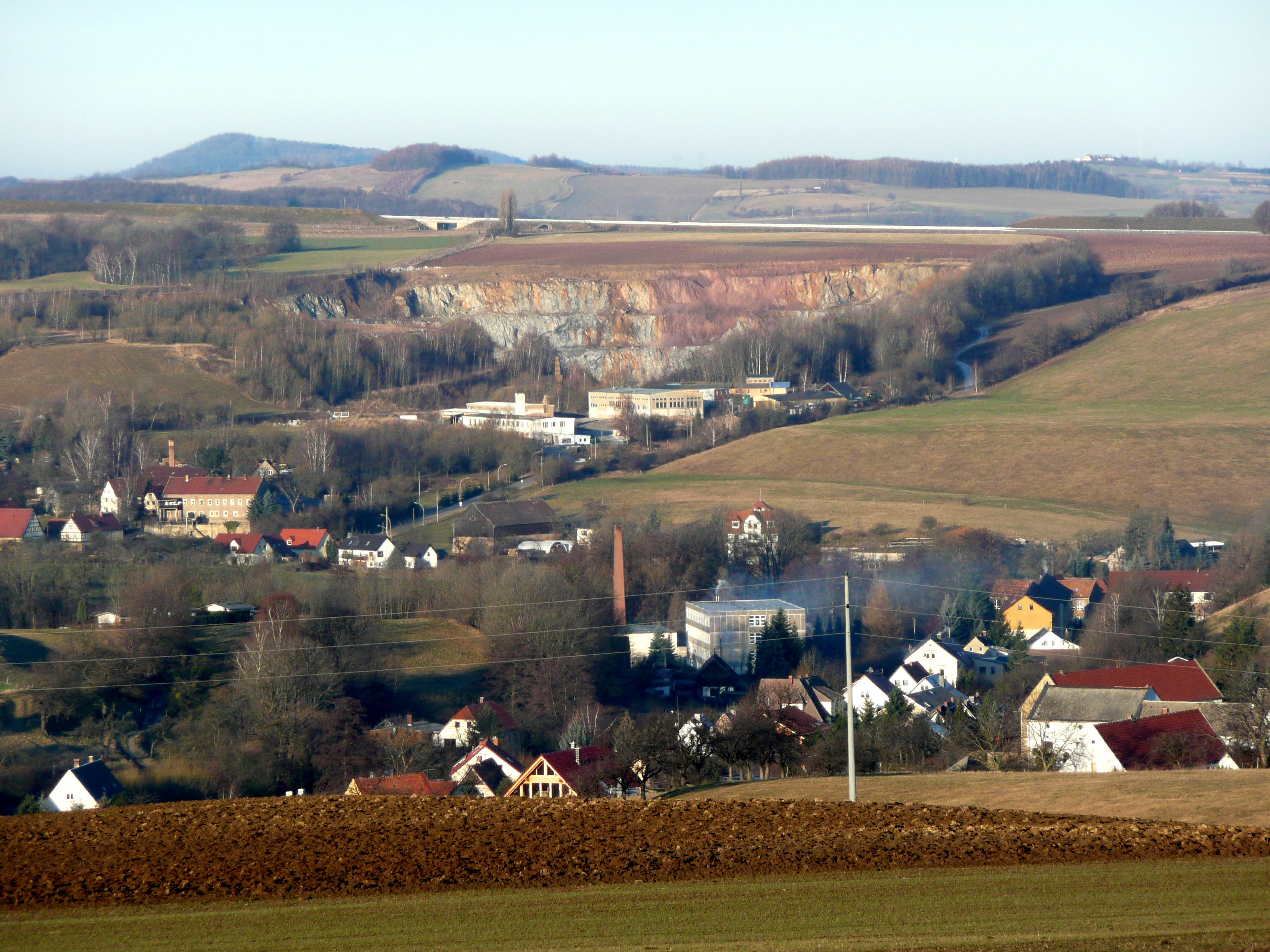